# Maria Pacer
Maria Magdalena Pacer (ur. 1 czerwca 1939 w Grzegorzewie, zm. 22 września 1994 tamże) – polska technolog, poseł na Sejm PRL VII kadencji.

## Życiorys
Córka Adama i Anny. Uzyskała wykształcenie średnie, z zawodu technik technolog. W 1956 zdała maturę i podjęła pracę w Przedsiębiorstwie Robót Kolejowych w Grzegorzewie. W 1967 rozpoczęła edukację w pomaturalnej Państwowej Szkole Technicznej przy Fabryce Materiałów i Wyrobów Ściernych „Korund” w Kole, którą ukończyła z tytułem technika technologa w zakresie materiałów ściernych. Od 1967 pracowała też jako mistrz, a potem starszy mistrz w Fabryce Materiałów i Wyrobów Ściernych „Korund”. 
W 1976 uzyskała mandat posła na Sejm PRL w okręgu Konin. Zasiadała w Komisji Prac Ustawodawczych oraz w Komisji Przemysłu Ciężkiego, Maszynowego i Hutnictwa.
Pochowana została na cmentarzu parafialnym w Grzegorzewie.